# Турович, Ежи

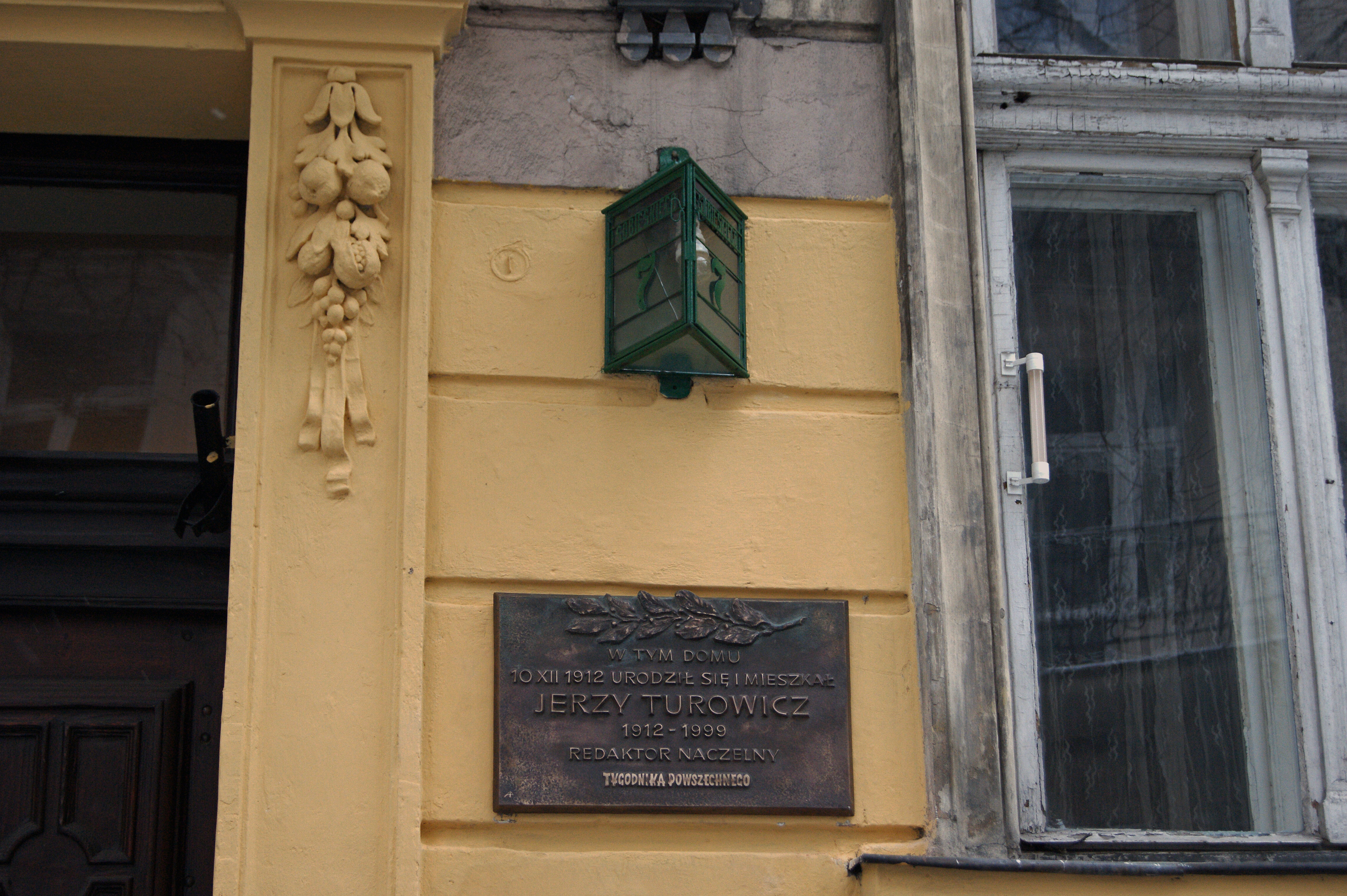
Мемориальная табличка на доме 7 по улице Собеского, Краков, Польша. В этом доме Ежи Турович родился и проживал в течение всей своей жизни

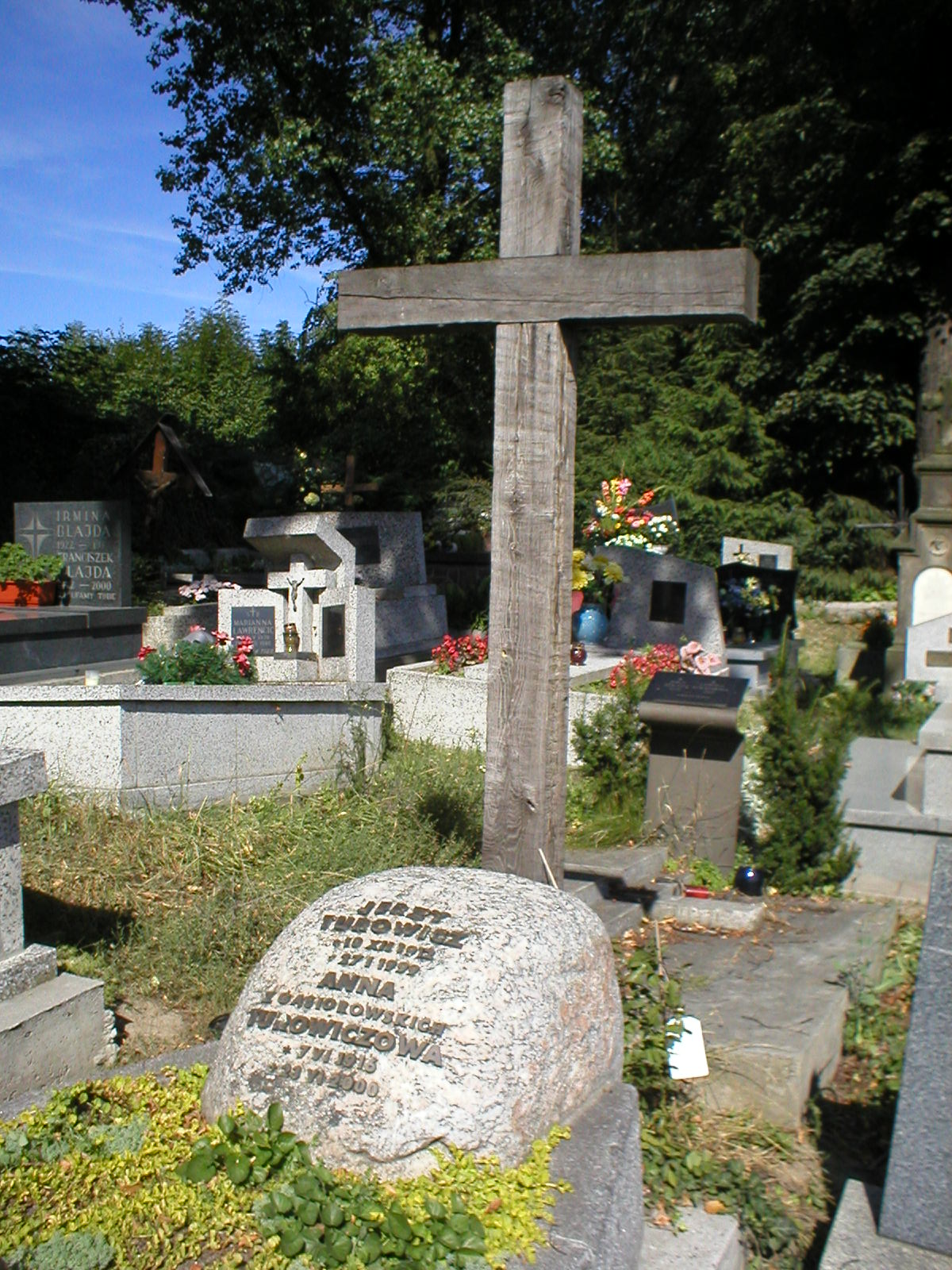
Могила Ежи Туровича на Тынецком приходском кладбище

Е́жи Туро́вич (пол. Jerzy Turowicz, 10 декабря 1912 года, Краков, Австро-Венгрия — 27 января 1999 года, Краков, Польша) — польский журналист, публицист, католический писатель, общественный деятель и главный редактор еженедельника «Tygodnik Powszechny».

## Биография
Родился 10 декабря 1912 года в семье адвоката и активиста католической организации «Католическое действие» Августа Туровича и его жены Клотильды из рода Турнау. В 1930 году закончил III имени Яна Собеского, после чего поступил в Львовский политехнический институт. C 1934 года по 1939 год обучался на философском факультете изучал философию в Ягеллонского университета. До начала Второй мировой войны публиковался в литературном ежегоднике «Prosto z Mostu». Во время немецкой оккупации сотрудничал с подпольной организацией «Unia».
C 1945 года был главным редактором католического еженедельника «Tygodnik Powszechny». В 1953 году из-за его отказа опубликовать некролог о Иосифе Сталине издание еженедельника «Tygodnik Powszechny» было прекращено, после чего 10 июля 1953 года Ежи Турович перешёл работать в Общество «Pax». После прихода к власти Владислава Гомулки издание «Tygodnik Powszechny» было возобновлено и Ежи Турович возвратился в редакцию этого издания. 17 марта 1957 года в № 11 «Tygodnik Powszechny» опубликовал статью «Antysemityzm», в которой прокомментировал партийную борьбу в ПОРП и критиковал проводимый политику антисемитизма.
В 1962 году работал корреспондентом во время Второго Ватиканского собора. Был активным поборником идей этого собора в Польше. Свои собственные размышления о Втором Ватиканском соборе и Католической церкви опубликовал в отдельном сочинении «Kościół nie jest łodzią podwodną» (Церковь — это не подводная лодка). В 1999 году издательство «Znak» издало его статьи, опубликованные в еженедельнике «Tygodnik Powszechny», отдельной книгой.
В 1964 году подписал Письмо 34, в котором выступал против ограничения свободы слова.
C 1960 по 1990 год был председателем «Общественного издательского института Znak», участником Круглого Стола. Состоял в Гражданском Демократическом движении Акция, Демократической Унии и Унии Свободы. Был членом Клуба католической интеллигенции, Общества польских журналистов (с 1990 года — почётный председатель), Союза польских литераторов (до 1983 года), Общества польских писателей (с 1989 года), польского отделения ПЕН-клуба, Польского совета христиан и евреев, Общества польско-израильской дружбы и почётным представителем Совета этических СМИ.
Был почётным доктором наук Ягеллонского университета, Йельского университета и Бостонского колледжа.
Скончался 27 января 1999 года в Кракове и был похоронен на Тынецком приходском кладбище.

## Семья
Был женат на польской переводчице Анне Туровичовой, которая была дочерью бригадного генерала Януша Гонсёровского и писательницы Зофии Керновой. Имел двух старших братьев, одним из которых был польский математик Анджей Турович. Был тестем польского лингвиста Войцеха Смочинского, польского актёра Ежи Йогаллы и дедом польского журналиста Лаврентия Смочинского.

## Избранные сочинения
- Chrześcijanin w dzisiejszym świecie, Wyd. "Znak", Kraków 1964 (wstępem opatrzył Karol Wojtyła)
- Kościół nie jest łodzią podwodną, wyb. i red. Józefa Hennelowa (publicystyka z lat 1964–1987), Wyd. "Znak", Kraków 1990, ISBN 83-7006-140-0
- Bilet do raju, Wyd. "Znak", Kraków 1999 ISBN 83-7006-907-X

## Награды
- Лауреат премии фонда имени Южиковского (1978 г.)
- Лауреат премии фонда имени Болеслава Пруса (1981 г.);
- Орден Святого Григория Великого (1987 г.);
- Лауреат премии имени Парандовского (1988 г.);
- Лауреат премии имени Ганди (1988 г.);
- Командорский крест Ордена Возрождения Польши (1992 г.);
- Лауреат премии имени Адольфа Бохенского (1992 г.);
- Орден Белого орла (1994 г.);
- Орден Академических пальм (1995 г.);
- Большой крест Ордена «За заслуги перед Федеративной Республикой Германия» (1995 г.);
- Специальная награда ПЕН-клуба (1996 г.).
- Орден Ecce Homo (1999 г., посмертно).

## Память
- В 1998 году режиссёр Мария Змаж-Кочанович сняла документальный фильм «Zwyczajna dobroć» (Необычайная доброта) о Ежи Туровиче.
- 2012 года был объявлен в Польше «Годом Ежи Туровича».
- С 2013 года существует фонд имени Ежи Туровича, который присуждает премии за выдающиеся литературные, кинематографические, музыкальные и театральные работы. Первым лауреатом премии этого фонда стала польская писательница и сценаристка Иоанна Ольчак-Роникер.